# Anatolij Vasil'evič Ljapidevskij
Anatolij Vasil'evič Ljapidevskij (in russo Анато́лий Васи́льевич Ляпиде́вский?; Belaja Glina, 23 marzo 1908 – Mosca, 29 aprile 1983) è stato un aviatore sovietico.
Fu la prima persona a ricevere l'onorificenza di Eroe dell'Unione Sovietica (giugno, 1934). Ha raggiunto il grado di Maggior Generale dell'aviazione Sovietica. Si è diplomato all'accademia Aeronautica sovietica.
Ha lavorato come pilota nel dipartimento Occidentale della Flotta Aerea Civile. Ljapidevskij prese parte alla ricerca aerea e alle operazioni di salvataggio per l'equipaggio della nave a vapore Cheliuskin, in condizioni ambientali estremamente difficili, dopo l'incagliamento nelle acque gelide dell'Artico avvenuto il 13 febbraio 1934.
Insieme ad altri sei piloti, Ljapidevskij salvò 104 persone dal cargo danneggiato. Le operazioni di salvataggio durarono due mesi, mentre i sopravvissuti attendevano sulla banchisa polare. Liapidevskij fece il suo primo atterraggio sul ghiaccio il 5 marzo. L'atterraggio fu una prodezza, non solo per le pessime condizioni meteo, ma perché la lastra di ghiaccio su cui atterrò era grande solo 150 metri per 400. Liapidevskij decollò dalla banchisa con 12 donne e bambini a bordo del suo aereo e li trasportò dal mare di Chuichi alla città di Uelen; fu dunque insignito del titolo di Eroe dell'Unione sovietica per le sue gesta.
L'eroismo degli aviatori che contribuirono al salvataggio della Cheliuskin spinsero il governo a creare il titolo di Eroe dell'Unione Sovietica. Il titolo più tardi divenne la più grande onorificenza dell'Unione Sovietica.